# Schlacht bei Sliwniza
Die Schlacht bei Sliwniza (auch Schlacht bei Slivnitza, bulgarisch Битката при Сливница, serbisch Битка код Сливнице) war die entscheidende Schlacht im Serbisch-Bulgarischen Krieg von 1885 bei der bulgarischen Stadt Sliwniza. Die Schlacht dauerte vom 5. Novemberjul. / 17. November 1885greg. bis zum 7. Novemberjul. / 19. November 1885greg..

## Vorgeschichte
Nach der blutigen Niederschlagung des Aprilaufstandes von 1876, der ein Versuch war, Bulgarien von der osmanischen Herrschaft zu befreien, und dem Scheitern der Konferenz von Konstantinopel brach der Russisch-Osmanische Krieg von 1877/78 aus. Der verlustreiche Krieg wurde von Russland gewonnen und mit dem Frieden von San Stefano ein bulgarischer Staat konstituiert, der große Gebiete, die vom Osmanischen Reich abgetrennt wurden, umfasste. Durch den Berliner Kongress 1878 wurde dies teilweise revidiert. Bulgarien wurde ein autonomes Fürstentum, das aber dem Osmanischen Reich weiterhin tributpflichtig blieb. Ostrumelien blieb zunächst osmanische Provinz, das Osmanische Reich verzichtete jedoch auf eine militärische Präsenz und Makedonien blieb ganz unter osmanisch-türkischer Herrschaft.
Um die nationale Vereinigung doch zu vollenden, wurden die Komitees „Edinstwo“ (Единство/Einheit) gegründet welche zunächst in Makedonien den Kresna-Raslog-Aufstand (1878) initiierten. In Ostrumelien selbst formierte sich 1885 unter der Leitung von Sachari Stojanow das Bulgarische Geheime Zentrale Revolutionäre Komitee (BGZRK, bulgarisch Български таен централен революционен комитет). Dem Komitee gelang es am 5. Septemberjul. / 17. September 1885greg. durch einen unblutigen Putsch den Gouverneur Gawril Krastewitsch abzusetzen und am nächsten Tag die Vereinigung Bulgariens zu proklamieren. Bulgariens Fürst Alexander von Battenberg reiste nach einer telegrafischen Nachricht sofort nach Ostrumelien und erkannte das Geschehene an.
Ein Überschwappen der Ereignisse auf Makedonien wollte Österreich-Ungarn unterbinden. Es signalisierte dem mit ihm verbündeten Serbien, das sich offen gegen das bulgarische Vorgehen wandte, Rückendeckung. Auch Russland stand, im Gegensatz zu Großbritannien, dem bulgarischen Gebietszuwachs und dessen Herrscher ablehnend gegenüber. Als Reaktion auf den Zusammenschluss Ostrumeliens mit dem Fürstentum Bulgarien stellte das Russische Reich die militärische Zusammenarbeit ein und zog sowohl militärisches Personal als auch Militärgerät aus Bulgarien ab. Der serbische König Milan Obrenović erklärte mit dieser Rückendeckung am 1. Novemberjul. / 13. November 1885greg. Bulgarien den Krieg. Seine Militärs gingen von einem leichten Waffengang aus, weil die meisten bulgarischen Truppen an der türkischen Grenze standen. Das Bekanntwerden der serbischen Kriegserklärung führte in Bulgarien jedoch zu großer nationaler Empörung. Wegen des besser ausgerüsteten und ausgebildeten serbischen Heeres, das gegen die noch „junge“ bulgarische Armee antrat, spricht man vom „Krieg der (serbischen) Generäle gegen die (bulgarischen) Unteroffiziere“.
Das Osmanische Reich, dem das bulgarische Fürstentum und Ostrumelien nominell unterstanden, griff in den Krieg nicht ein, da es eine Einmischung seitens des Russischen Reiches fürchtete. Gleichzeitig fand in Konstantinopel eine Botschafterkonferenz statt, die eine Abstimmung der Großmächte nach der Vereinigung Bulgariens auszuhandeln versuchte.

## Ausgangssituation

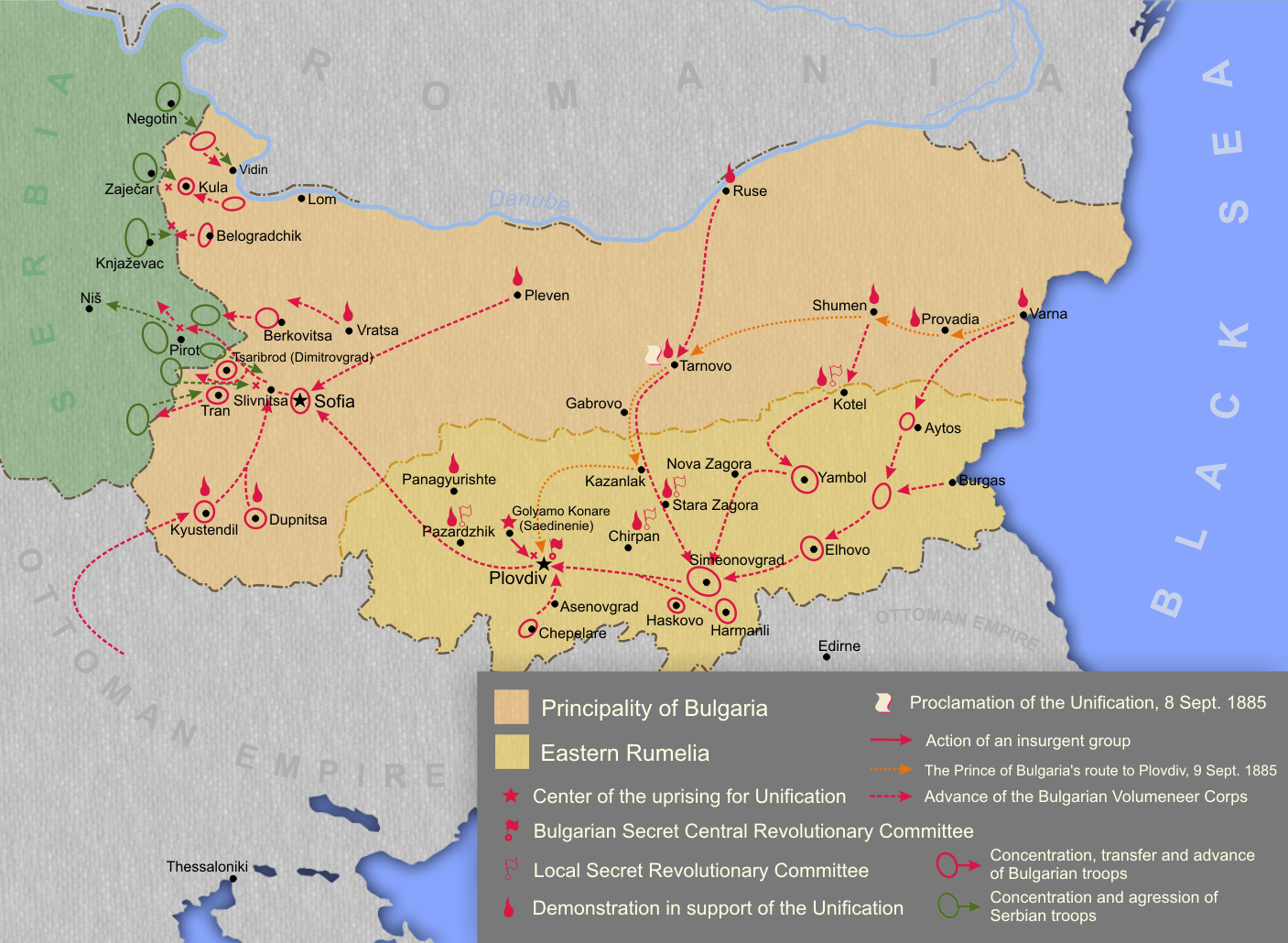
Die Vereinigung Bulgariens und der Serbisch-Bulgarische Krieg

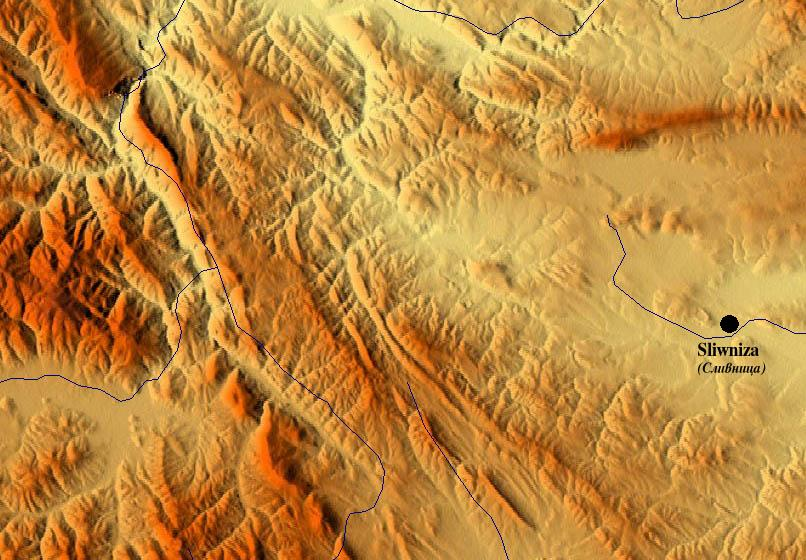
Relief des Kampfgebietes

Die serbische Kriegserklärung traf die Bulgaren unerwartet. Der bulgarische Fürst, der Ministerpräsident Petko Karawelow und der 24-jährige Chef des Generalstabes der Armee Ratscho Petrow befanden sich in der ostrumelischen Hauptstadt Plowdiw. Der serbische Plan sah vor durch die bulgarische Abwehr durchzubrechen und durch eine Konzentration von vier Divisionen auf Sofia den Krieg zu gewinnen. Dabei bewegte sich die serbische Hauptarmee in Richtung Sofia, welche aus den drei Divisionen: Šumadija-, Donau- und Drina-Division bestand, entlang der Via Militaris und nahm Zaribrod (heute Dimitrovgrad in Serbien), Kalotina und Dragoman ein.
Im Süden operierte die Morava-Division, welche über Tran, Bresnik und den Wladaja-Pass in die Sofiaebene vorstoßen sollte. Im Norden operierte die Timok-Division, welche das Ziel hatte Widin und Belogradtschik einzunehmen und das Gebiet bei späteren Friedensgesprächen als Kriegsentschädigung zu okkupieren. Bei der Bevölkerung dieses Gebietes sprach die serbische Politik von einer in Bulgarien lebenden serbischen Minderheit (→Panserbismus). Man träumte sogar von der Angliederung der bulgarischen Hauptstadt Sofia, wo zwei serbische Könige begraben waren, um die direkte Verbindung des Fürstentums zu Makedonien abzuschneiden.
Als Reaktion hatte Alexander am 4. Novemberjul. / 16. November 1885greg. seine Armee mit allen verfügbaren Mitteln von der türkischen Grenze im Süden Ostrumeliens nach Sofia beordert, einschließlich durch die Eisenbahnlinie Istanbul-Belowo, die nicht in bulgarischen Händen war. So marschierte ein Infanterie-Regiment 95 km in 32 Stunden. Gleichzeitig fügten rasch zusammengerufene Freiwillige den Invasionstruppen als Partisanen in diesem gebirgige Gelände Schaden zu. Trotzdem rückten die Serben bis auf fast zwanzig Kilometer an die bulgarische Hauptstadt Sofia heran.
Das langsame Vorrücken der kämpfenden serbischen Armee begünstigte die bulgarischen Verteidiger, welche bei den Sliwniza-Erhebungen ihre Verteidigungslinie aufbauten. So konnten die allmählich ankommenden Verstärkungen die schon zuvor vorbereiteten Verteidigungspositionen bei Sliwniza sofort einnehmen.
Der bulgarische Fürst Alexander I. erreichte am Abend des 16. November die gut vorbereiteten Verteidigungspositionen bei Sliwniza und ließ sie durch 9 Bataillone, 2000 Freiwillige und 32 Geschütze unter der Führung von Major Gutschew besetzen. Die Stellung befand sich auf einem Bergrücken vor Sliwniza, auf beiden Seiten der Hauptstraße und bestand aus knapp 4 km langen Gräben und Schanzen für die Artillerie. Auf der rechten Seite war steiles Gelände, während der linke Flügel die niedrigen Wisker Erhebungen Richtung Breznik mit einschloss.

## Schlachtverlauf
Die Frontline bei Sliwniza wurde in drei Teile (Nord, oder rechter Flügel; Mitte, oder Zentrum; und Süd, bzw. linker Flügel) unterteilt in der sich rund 12.000 bulgarische und 25.000 serbische Soldaten gegenüberstanden. Die bulgarische Verteidigungsstrategie sah vor, den Nordflügel des Feindes bei Malo Malowo anzugreifen und gegen Dragoman zurückzuwerfen. Die Bulgaren verfügten zu Beginn über folgende Kräfte: elf Kompanien Infanterie, vier Feld- und Gebirgsbatterien und drei Eskadronen Kavallerie, insgesamt 12.000 Mann.

### 17. November
Am Morgen des 5. Novemberjul. / 17. November 1885greg. begann bei Regen und Nebel die entscheidende Schlacht. Um 9 Uhr führte die Donau-Division bei Sliwniza ihre erste Attacke durch. Die Vorhut wurde jedoch durch die Einheit des Hauptmanns Georgi Siljanow zügig und ohne Verluste zurückgeschlagen. Die effektiven bulgarischen Geschütze zwangen sie sogar sich zurückzuziehen.
Um 10 Uhr befahl Fürst Alexander drei Kompanien den Gegenangriff beim Dorf Malo Malowo, der die Donau-Division überraschte. Die Kämpfe konzentrierten sich auf diese Flanke, wo die ständigen serbischen Angriffe aber ohne Erfolg blieben. Nach hartnäckigen Kämpfen auf der ganzen Linie zogen sich die serbische Kavalleriebrigade und das 19. Gardebataillon zurück. Die bulgarische Infanterie wurde dabei wirkungsvoll durch die Artillerie unterstützt. Am Nachmittag gelang es Hauptmann Bachtschewanow, die Kavalleriebrigade zu umgehen und gemeinsam mit den Einheiten von Benderew, der vom Zentrum aus unter serbischem Artilleriebeschuss zur Hilfe kam, sie zum Rückzug zu zwingen. Dabei nahmen die bulgarischen Einheiten das Dorf Golemo Malowo und den Gipfel Petrowski krast des Gebirges Tschepan ein. Trotz dieses teilweisen Erfolgs, sah Alexander, dass die Kräfte des Feindes überlegen waren, außerdem mussten sich die bulgarischen Truppen mangels Nachschub immer wieder zu den Befestigungen zurückziehen.
Am Abend des 5. Novemberjul. / 17. November 1885greg. traf bei Sliwniza die Šumadija-Division ein und nahm im Zentrum der Schlacht, als Unterstützung der Drina-Division Aufstellung. Auch die Morava-Division, von Tran kommend, nahm Bresnik ein, stieß von Süden sowie Südwesten auf die Sofiaebene vor und übernachte beim Dorf Filipowzi. Somit schien für die Serben die Erfüllung ihres Planes, ohne große Gegenwehr und mit vier Divisionen auf Sofia zu marschieren, in greifbare Nähe zu rücken. Angesichts dieser Lage befahl der bulgarische Fürst die Evakuierung der bulgarischen Hauptstadt Sofia. In dieser Situation trafen dort die ersten von Hauptmann Petar Tantilow geführten Einheiten von der türkischen Grenze ein: die 4. Trakija-Kompanie, die 2. Sofia-Kompanie, eine Freiwilligenkompanie und eine Artilleriekompanie mit Geschützen. Sie trafen auf die zwei Freiwilligenkompanien aus Dupniza (in Makedonien unter der Leitung von Kosta Paniza) und Chaskowo, sowie die 4. Plowdiw-Kompanie. Noch in der Nacht setzte der vereinte Zug seinen Marsch weiter fort und legte somit die Strecke von Bahnhof Saranbej in Ostrumelien (heute Septemwri) bis Sliwniza, insgesamt 135 km, in zwei (die Kavallerie), bzw. drei Tagen (Infanterie) zurück. So verfügten am Morgen des zweiten Kampftages die Bulgaren über 20.000 und die Serben über 31.000 Soldaten.

### 18. November
Auch am folgenden Tag war das Wetter regnerisch und kalt. Am zweiten Tag wurde an der gesamten Frontlinie gekämpft. Im Zentrum und Norden konnten das Widin-Regiment unter der Leitung von Hauptmann Atanas Benderew die Attacken zurückschlagen und das Plewen-Regiment die serbischen Schützengräben erreichen.
Im Süden rückte die Morava-Division, deren Stab sich in Bresnik befand, in Richtung Gurguljat an und drohte den bulgarischen Südflügel zu durchbrechen. In ihren Rücken wurde das bereits am 16. November gebildete Regiment von etwa 1800 Mann unter der Leitung von Hauptmann Stefan Kisow geschickt. Die Einheit bestand aus zwei Kompanien des Struma-Regiments, fünf Kompanien des Widin-Regiments und 400 Freiwilligen aus Radomir. Am frühen Morgen des 18. November schloss sich der Einheit auch eine Tscheta von 120 Freiwilligen aus Makedonien (von Süden kommend) unter der Leitung von Iljo Wojwoda an. Die Aufgabe des Regiments war, das Vorrücken der Morava-Division (ca. 12.120 Mann) zu verhindern oder zumindest zu verlangsamen. Am Morgen des 6. Novemberjul. / 18. November 1885greg. griff die Einheit Bresnik an, wurde jedoch von der serbischen Übermacht aufgerieben (99 Tote, über 100 Verletzte, 116 Vermisste.) Der Angriff war trotzdem nützlich, da die vorrückende Morava-Division gestoppt wurde und unter diesen Umständen zwei Bataillone bei Bresnik zur Absicherung postiert werden mussten. Sie setzte ihren Marsch auf Sliwniza erst am nächsten Tag fort.
Am Nachmittag entschied die bulgarische Führung, den äußersten rechten Flügel der Serben anzugreifen. Dabei wurden die Dörfer Tuden, Komschtiza und Slomtscha zurückerobert. Auch im Zentrum gelang es der Šumadija- und Drina-Division nicht, die bulgarischen Stellungen zu durchbrechen. Im Gegenteil mit Hilfe Benderews, mussten sie sogar Stellungen bei Triuschi räumen. So waren die Resultate des zweiten Tages der Schlacht bei Sliwniza für die Serben noch ungünstiger als die des ersten, weil sie Malo Malowo und ihren wichtigsten strategischen Punkt, die erste Anhöhe der Triuschi, verloren hatten.

### 19. November

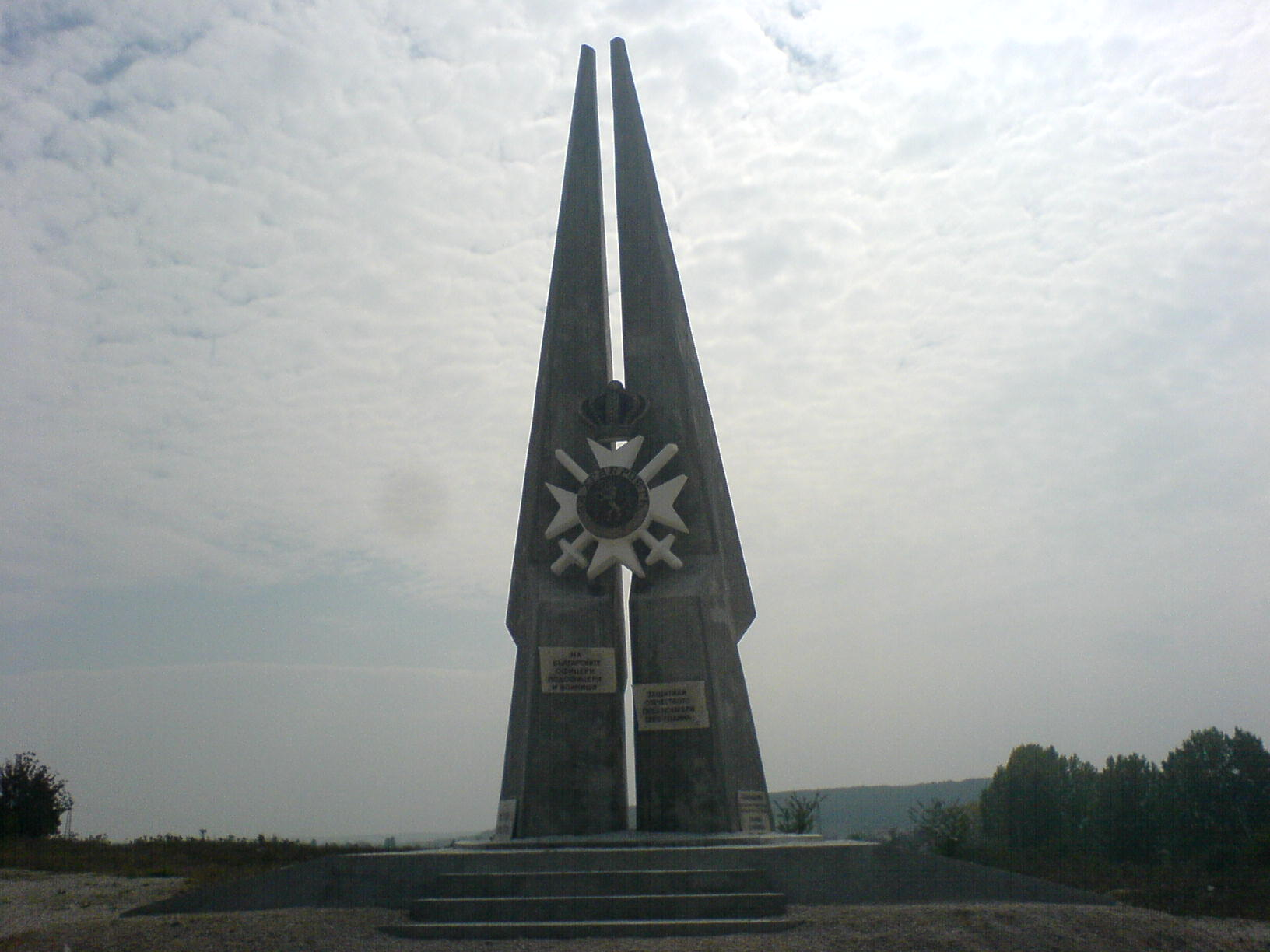
Kriegsdenkmal an der Europastraße 80, bei Sliwniza

Am 7. Novemberjul. / 19. November 1885greg. trafen frische Kräfte auf beiden Seiten ein, so dass die Serben über 40.000 und die Bulgaren über 32.000 Mann Truppenstärke verfügen. Darunter befanden sich die Hauptstreitkräfte der bulgarischen Armee, geführt von Major Danail Nikolaew, Befehlshaber der Streitkräfte Ostrumeliens und ein Regiment (ca. 2000 Mann) aus türkischen und pomakischen Bürgern Bulgariens.
Um die Lage der Donau-Division im Norden zu erleichtern, entschied die serbische Führung, das Zentrum und den Südflügel der Bulgaren anzugreifen. Die von der Šumadija-Division ausgeführten Angriffe begannen bei Gurguljat, zwischen Aldomirowzi und Golubowzi und Bratuschkowo. Nach dem Aufmarsch der Morava-Division aus Bresnik rückte sie in der Nacht auf Gurguljat nach und versuchte, den bulgarischen linken Flügel zu umgehen.
Bei Gurguljat gelang es Hauptmann Christo Popow mit drei Kompanien, einer Batterie und zwei unvollständigen Eskadronen am Morgen, den Vormarsch der Morava-Division zu stoppen, das Dorf einzunehmen, gegen Mittag die Serben zum Rückzug zu zwingen und am Nachmittag zum Gegenangriff überzugehen. Hier verloren die Serben zwei Kompanien und weitere zwei gerieten in Gefangenschaft. Bei Gurguljat nahm auch die Bevölkerung des Dorfes an den Kämpfen teil.
Zu dieser Zeit gelang es den Serben ebenfalls am Morgen, am Nordflügel einige der verlorenen Positionen zurückzuerobern. Die Bulgaren unter Hauptmann Marin Marinow, Befehlshaber des Widin-Regiments gingen zum Gegenangriff über. Der Hauptmann, der selbst den Angriff anführte, starb. Er wurde jedoch von den Kompanien des Plewen-Regiments und einer Batterie unterstützt. Nach vernichtenden Kämpfen flohen die Serben und die Bulgaren konnten gegen Mittag zur Verfolgung übergehen.
Bei Ropot und Komschtiza schlug Major Kosta Paniza die serbischen Einheiten, zwang diese zum Rückzug und ging in die Gegenoffensive über. Damit endete die Schlacht bei Sliwniza. Am 8. Novemberjul. / 20. November 1885greg. begann auf der ganzen Frontlinie der bulgarische Gegenangriff, der erst bei Pirot durch das Eingreifen Österreich-Ungarns gestoppt werden konnte.

## Folgen

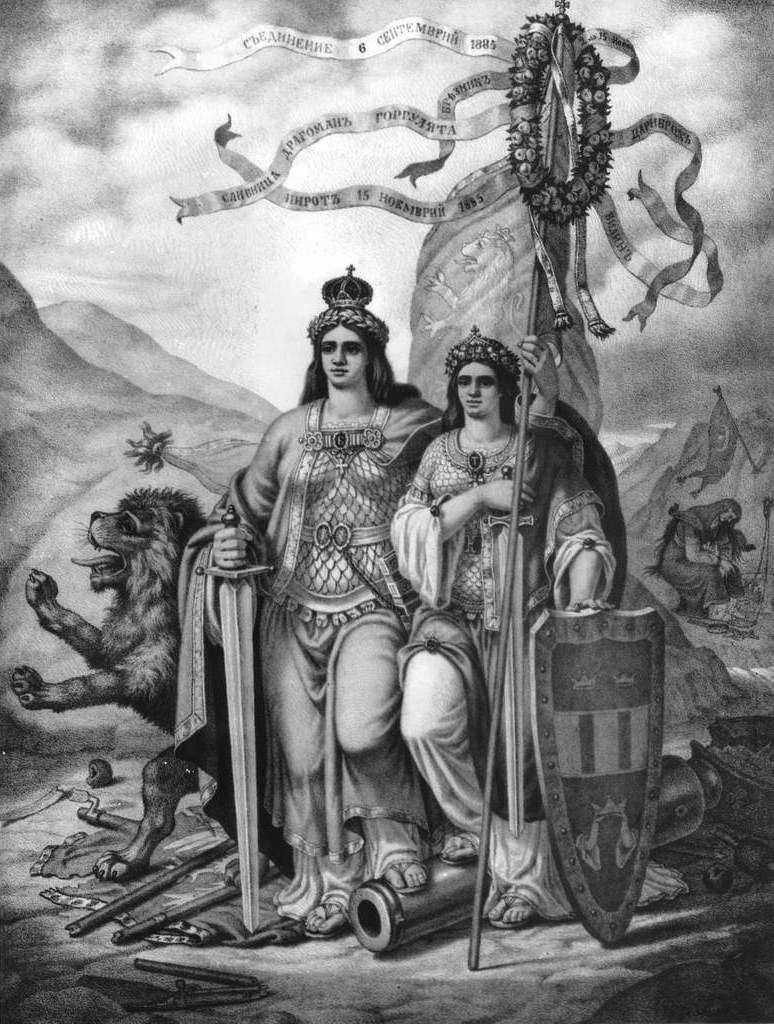
Vereintes Bulgarien, allegorische Lithografie von Nikolaj Pawlowitsch

Als die Bulgaren einen Gegenangriff auf Serbien unternahmen und in der Schlacht von Pirot die serbische Armee erneut schlugen und Richtung Niš weiter vordrangen, intervenierte Österreich-Ungarn mit einer Kriegsdrohung für den Fall des Nichtrückzugs der Armee auf bulgarisches Territorium. Der Waffenstillstand nach dem Serbisch-Bulgarischen Krieg endete später mit dem Frieden von Bukarest am 3. März 1886. Gegenseitige Gebietsforderungen wurden darin ausgeschlossen und das Osmanische Reich akzeptierte im Tophane-Vertrag grundsätzlich die Vereinigung Bulgariens und Ostrumeliens unter der Bedingung, dass der Fürst Alexander über Ostrumelien weiterhin als formal vom Sultan eingesetzter Statthalter regieren solle.